# Illiberis consimilis
Illiberis consimilis es una especie de mariposa de la familia Zygaenidae.
Fue descrita científicamente por Leech en 1898.